# Жарков, Юрий Петрович
Ю́рий Петро́вич Жарко́в (23 апреля 1926 ― 29 июля 2020) ― передовик советского народного образования, учитель физики, участник Великой Отечественной войны, почётный гражданин города Кинешмы (2015).

## Биография
Юрий Петрович Жарков родился 23 апреля 1926 года в городе Тейково Ивановской области в многодетной русской семье. Его отец с самого начала Великой Отечественной войны был призван на фронт и практически сразу погиб. В юном возрасте, Юрию пришлось пойти работать. Трудоустроился на Тейковский хлопчатобумажный комбинат токарем. Проявив себя, был переведён в гараж, где вытачивал сложные детали для автомобилей. В 16 лет сослуживцы к нему обращались уважительно «Петрович». 
С 1943 года служил в Красной армии. Участник Великой Отечественной войны. Был направлен во взвод топографов инструментальной разведки в состав 60-й армии. В 1944 году принимал участие в освобождении городов Львов, Краков. С боями участвовал в освободительной операции на территории Чехословакии. Был представлен к наградам ордену Красной Звезды и медали «За отвагу». 
Демобилизовавшись, приехал в Кинешму, где его ждала невеста. Был назначен землеустроителем города. Позже работал учителем физики в школе №1, средней школе №3 и завучем в школе №2, затем был назначен директором этой же школы. Заочно получал образование в аспирантуре Московского педагогического института им. Н.К. Крупской. Будучи директором школы №2, он работал в качестве внештатного научного корреспондента кафедры методики физики Московского педагогического института. У него была возможность приступить к кандидатской и заниматься научной работой, но в августе 1968 года откомандирован в ГДР на должность директора вечерней средней школы при Шверинском ГДО. После окончания командировки, вернулся в Кинешму и был назначен завучем средней школы №17. 
Активный участник общественной жизни города. В настоящее время ветеран ведёт работу по патриотическому воспитанию молодёжи. На общественных началах работал тренером любителей бега «Палитра» в спорткомплексе лесозавода. Увлекается бегом на лыжам и обычным бегом. Неоднократный участник марафонских забегов. Является членом президиума Ивановского регионального отделения Всероссийской общественной организации ветеранов «Боевое братство».
Решением Кинешемской городской Думы  в 2015 году удостоен звания "Почётный гражданин города Кинешмы".
Проживает в городе Кинешма Ивановской области. 

## Награды и звания
- Орден Отечественной войны II степеней
- Орден Красной Звезды
- Медаль «За отвагу»
- другими медалями.

- Почётный гражданин города Кинешмы (2015)